# Microcreagris xikangensis
Espèce
Microcreagris xikangensis est une espèce de pseudoscorpions de la famille des Neobisiidae.

## Distribution
Cette espèce est endémique du Sichuan en Chine.

## Description
Les mâles mesurent de 3,23 à 3,80 mm et les femelles de 3,29 à 3,92 mm.

## Publication originale
- Guo & Zhang, 2016 : Notes on two species of the genus Microcreagris Balzan, 1892 (Pseudoscorpiones: Neobisiidae) from China. Ecologica Montenegrina, vol. 7, p. 394-404 (texte intégral).